# Arborophila
Arborophila is een geslacht van vogels uit de familie fazantachtigen (Phasianidae). Ze komen allen voor in Azië.

## Soorten
Het geslacht kent de volgende soorten:
- Arborophila ardens  – Hainanbospatrijs
- Arborophila atrogularis  – Witwangbospatrijs
- Arborophila brunneopectus  – Bruinborstbospatrijs
- Arborophila cambodiana  – Cambodjaanse bospatrijs	
  - A. c. diversa - Siamese bospatrijs
- Arborophila campbelli  – Maleise bospatrijs
- Arborophila crudigularis  – Taiwanbospatrijs
- Arborophila davidi  – Davids bospatrijs
- Arborophila gingica  – Ricketts bospatrijs
- Arborophila hyperythra  – Borneobospatrijs
- Arborophila javanica  – Javaanse bospatrijs
- Arborophila mandellii  – Roodborstbospatrijs
- Arborophila orientalis  – Grijsborstbospatrijs
- Arborophila rolli  – Rolls bospatrijs
- Arborophila rubrirostris  – Roodsnavelbospatrijs
- Arborophila rufipectus  – Boultons bospatrijs
- Arborophila rufogularis  – Roodkeelbospatrijs
- Arborophila sumatrana  – Sumatraanse bospatrijs
- Arborophila torqueola  – Gewone bospatrijs